# Miskito - indianere under våben
|  | Denne artikel er oprettet af botten PalnaBot ud fra en ekstern database. Den kan derfor have sproglige fejl eller mangler. Denne skabelon kan fjernes efter kontrol af indholdet. |

Miskito - indianere under våben er en film instrueret af Frank Homann efter manuskript af Frank Homann.

## Handling
Dokumentarfilm. På østkysten af Nicaragua lever miskitoindianere, der i årevis har kæmpet for selvstyre. De er kommet i klemme mellem sandinisterne og contraerne, som begge har ønsket og krævet indianernes loyalitet. Filmen beskriver den indianske guerilla, indianernes kultur og de mange landsbyer, der isoleret i junglen har været kontrolleret af guerillaen